# KNS
KNS
1. kratica za Koalicija narodnog sporazuma (Hrvatska)
2. kratica za Kršćanska narodna stranka (Hrvatska)
3. oznaka aerodroma King Island (Tasmanija, Australija)
4. kratica za Khmer National Standard (Kmerski nacionalni standard)
5. kratica za Knoxville News-Sentinel (Knoxville, Tennessee)
6. kratica za Kongelig Norsk Seilforening (Kraljevski norveški jahting-klub)
7. kratica za Korea News Service
8. kratica za Korean Nuclear Society (Korejsko nuklearno društvo)
9. (КСН) bugarska kratica za Камерунски национален съюз (politička stranka Kamerunski nacionalni savez; Kamerun) - ruska kratica za Камерунский национальный союз (Kamerunski nacionalni savez)
10. (КСН-) ruska oznaka za комбайн навесной силосоуборочный (КСН-1,8)
11. (КСН) ruska kratica za коммитет незаможных селян, комнезам (USSR, 1920-1933)